# カザリンコントラーダ
カザリンコントラーダ（イタリア語: Casalincontrada）は、イタリア共和国アブルッツォ州キエーティ県にある、人口約3,000人の基礎自治体（コムーネ）。

## 地理

### 位置・広がり

#### 隣接コムーネ
隣接するコムーネは以下の通り。括弧内のPEはペスカーラ県所属を示す。
- ブッキアーニコ
- キエーティ
- マノッペッロ (PE)
- ロッカモンテピアーノ
- セッラモナチェスカ (PE)

## 行政

### 分離集落
カザリンコントラーダには、以下の分離集落（フラツィオーネ）がある。
- Aceto, Adriani, Ambrosetti, Brecciarola, Colle Petrano, Coppelli, Fellonice, Fontanelle, Iconicella, Malandra Nuova, Malandra Vecchia, San Lorenzo-Croce Della Madonna, San Marco, Sciabolone, Scrocchetti